# Bất động sản ngoài Trái Đất

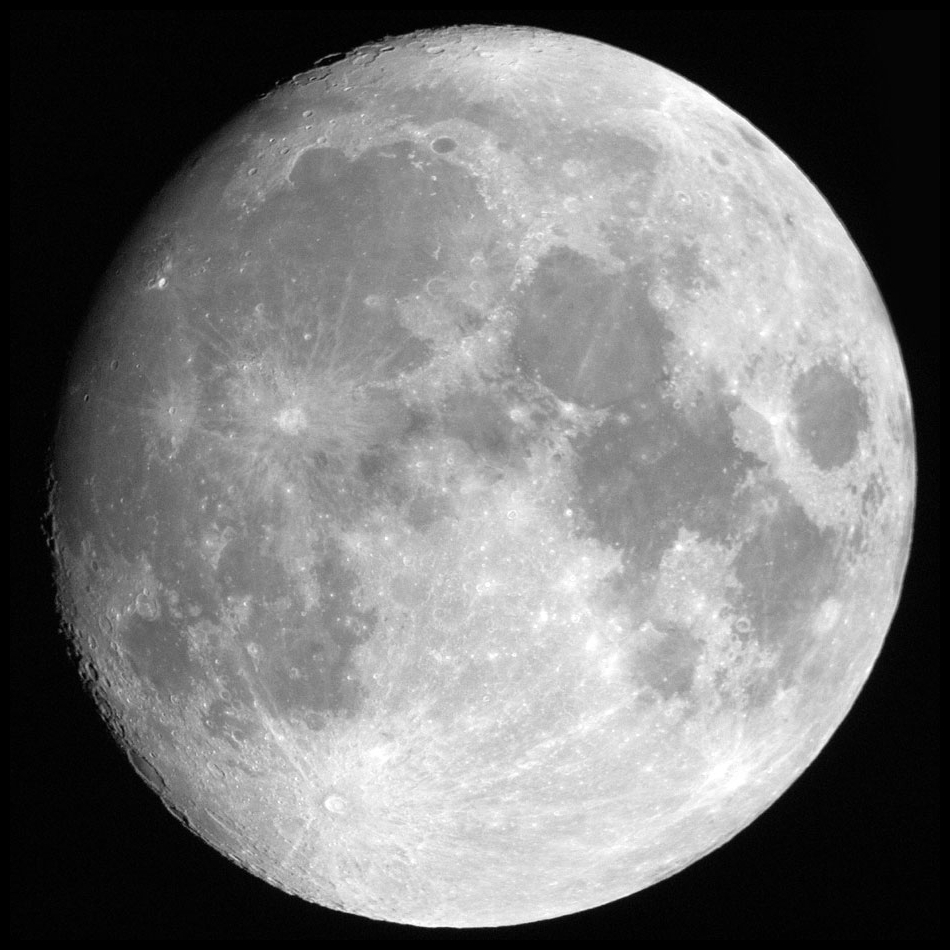
Mặt Trăng khi được quan sát từ Trái Đất. Nó được tuyên bố là tài sản riêng của một số cá nhân.

Bất động sản ngoài Trái Đất đề cập đến các yêu cầu về quyền sở hữu đất đai trên các hành tinh, vệ tinh tự nhiên hoặc các phần không gian của một số tổ chức hoặc cá nhân nhất định. Các tuyên bố trước đây không được bất kỳ cơ quan có thẩm quyền nào công nhận và không có địa vị pháp lý. Tuy nhiên, một số cá nhân và tổ chức tư nhân đã tuyên bố quyền sở hữu các thiên thể, chẳng hạn như Mặt Trăng, và tích cực tham gia vào việc "bán" đất đai thông qua giấy chứng nhận quyền sở hữu có tên "văn bản (deed) Mặt Trăng", "văn bản Sao Hỏa" hoặc tương tự.
Trong khi các tuyên bố cá nhân có ảnh hưởng nhỏ, toàn bộ các quốc gia có thể có khả năng tuyên bố chiếm hữu một số phần đất nhất định. Bất động sản ngoài Trái Đất không chỉ giải quyết các quan điểm pháp lý về tiềm năng thuộc địa, mà còn về cách thức khả thi đối với bất động sản dài hạn. Có nhiều yếu tố cần xem xét khi sử dụng một hành tinh khác cho bất động sản bao gồm giao thông vận tải, bảo vệ hành tinh, sinh học vũ trụ, sự bền vững, cách tạo ra thị trường bất động sản và cả bất động sản quỹ đạo của hành tinh.

## Luật pháp và quản lý
Hiệp ước ngoài không gian năm 1967 do Liên Hợp Quốc tài trợ đã coi toàn bộ không gian bên ngoài như một tài sản chung của quốc tế bằng cách mô tả nó là "province of all mankind" và cấm tất cả các quốc gia tuyên bố chủ quyền lãnh thổ. Điều VI trao trách nhiệm về các hoạt động trong không gian cho các quốc gia tham gia (States Parties), bất kể chúng được thực hiện bởi các chính phủ hay các tổ chức phi chính phủ. Hiệp ước ngoài không gian năm 1967 đã được 102 quốc gia phê chuẩn vào năm 2013. Nó cũng đã được ký kết nhưng chưa được phê chuẩn bởi 26 quốc gia khác.
Sự phát triển của luật vũ trụ quốc tế chủ yếu xoay quanh việc không gian vũ trụ được định nghĩa là "province of all mankind". Magna Carta of Space do William A. Hyman trình bày vào năm 1966 đã định nghĩa rõ ràng rằng không gian bên ngoài không phải là terra nullius mà là res communis, điều này sau đó đã ảnh hưởng đến công việc của Ủy ban Liên Hợp Quốc về sử dụng không gian vì mục đích hòa bình (United Nations Committee on the Peaceful Uses of Outer Space).
Một tài liệu hiệp ước tiếp theo, Hiệp ước Mặt Trăng quốc tế—được hoàn thiện vào năm 1979 (chỉ 5 quốc gia đã phê chuẩn Hiệp ước Mặt Trăng vào năm 1984, nhưng 5 quốc gia là đủ để hiệp ước này được coi là có hiệu lực chính thức)—cấm tư nhân sở hữu bất động sản ngoài Trái Đất. Hiệp ước này hiện chưa được phê chuẩn rộng rãi (chỉ có 18 quốc gia phê chuẩn vào năm 2018).